# Spring Park
Spring Park è una città degli Stati Uniti d'America, situata in Minnesota, nella contea di Hennepin.